# 6
Năm 6 là một năm trong lịch Julius.